# Qianosuchus
Qianosuchus — вимерлий рід водних попозавроподібних архозаврів із формації Гуаньлін середнього тріасу (анізію) округу Пань, Китай. Він представлений двома майже повними скелетами та розтрощеним черепом, що зберігся у вапняку. Qianosuchus був щонайменше 3 метри в довжину і мав кілька пристосувань скелета, які вказують на напівморський спосіб життя, подібний до сучасних морських крокодилів. Ці адаптації не були помічені в жодного іншого архозавра з тріасу.

## Опис
Qianosuchus мав череп довжиною близько 33 см з подовженою мордою. Рострум, утворений передщелепною кісткою, неглибокий у передній частині черепа, але поглиблюється ззаду. Кожна передщелепна кістка має дев’ять довгих зубів, а верхня щелепа має по вісімнадцять зубів. Усі зуби стиснуті з боків, загнуті назад і зубчасті, як у більшості інших хижих архозаврів.

## Палеобіологія

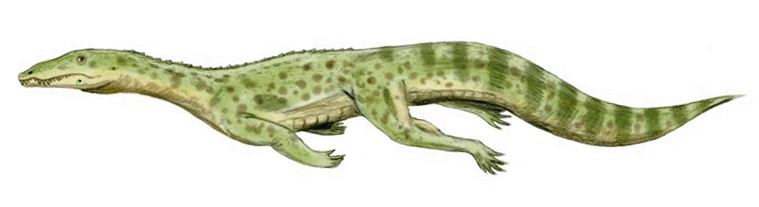

Qianosuchus був добре пристосований до напівморського способу життя, зі стислим з боків хвостом і високими нервовими шипами, які забезпечували більшу площу поверхні, що вказувало на те, що тварина покладається на свій хвилястий хвіст для руху. Його хвіст насправді більш розширений, ніж у деяких інших морських рептилій, таких як Hupehsuchus і сучасна морська ігуана, тому Qianosuchus майже напевно був компетентним плавцем. Тонкі лопатки та коракоїди також спостерігаються у багатьох морських рептилій, таких як іхтіозаври та мозазаври, тоді як довга шия та зменшений шкірний панцир спостерігаються у морських рептилій, таких як таністрофей. Однак його тазовий пояс і великі, відносно неспеціалізовані ноги дозволили б Qianosuchus також ходити по суші, і, можливо, він мав вертикальну або напівпряму позу, засновану на гомілковостопному суглобі. Усе це свідчить про те, що Qianosuchus вів напівводний спосіб життя в мілководних морях і навколо них, полюючи або на воді, або на суші.